# Astropecten bispinosus
Astropecten bispinosus (Otto, 1823) è una stella marina della famiglia Astropectinidae.

## Habitat e distribuzione
Endemica del Mar Mediterraneo, predilige i fondali sabbiosi in prossimità di praterie di Cymodocea nodosa a profondità comprese fra 2 e 100 m. .

## Descrizione

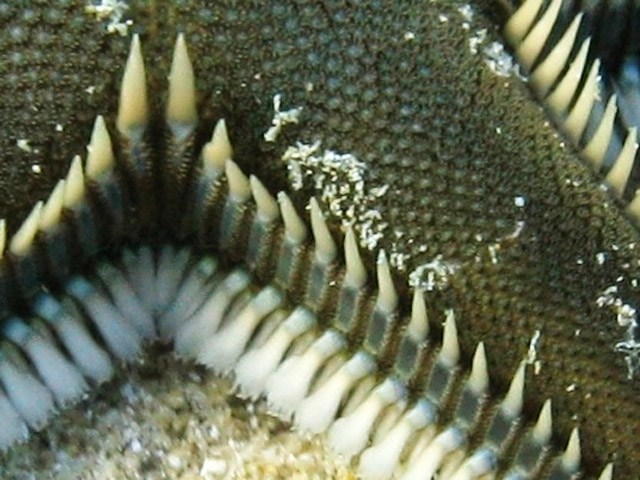
Dettaglio delle placche marginali dorsali

Ha le placche marginali dorsali strette e alte con un'ampia zona nuda laterale (quindi visibile sul lato verticale delle braccia fra gli aculei delle placche marginali dorsali e ventrali) munite di un aculeo, molto lungo, appuntito, con una forma conica molto definita, di norma di colore bianco ma può essere anche giallo o arancio. L'aculeo è inserito sempre sull'orlo superiore e interno della placca marginale dorsale e non lascia zone nude sull'estremità superiore della placca. Il numero massimo di placche marginali dorsali osservate per questa specie è 77 anche se di norma è compreso tra 40 e 60 circa a seconda della taglia della stella. La coppia di aculei delle placche marginali dorsali compresa fra le braccia è spesso più lunga degli altri aculei. Le placche marginali ventrali hanno ciascuna un aculeo esterno lungo, piatto, con apice non appuntito. Questi aculei, di solito, vengono tenuti paralleli e ben separati fra loro. La forma è tipica e si distingue per avere un disco piccolo e le braccia molto lunghe e strette. Il lato aborale ha colore omogeneo e può essere verde scuro o bruno. Ha dimensioni abbastanza grandi e può raggiungere circa 21 cm di diametro.
È una stella che si può distinguere dalla particolare forma complessiva, dal numero delle placche marginali dorsali, dal fatto che queste placche sono nude nella faccia laterale verticale, dall'aspetto degli aculei delle placche marginali dorsali e dal colore. Questa specie può essere confusa con Astropecten platyacanthus.

## Comportamento
È una specie che si incontra prevalentemente nelle ore del tramonto.

## Specie affini
Nel Mediterraneo vivono altre cinque specie di Astropecten: Astropecten aranciacus, Astropecten irregularis, Astropecten jonstoni, Astropecten spinulosus, Astropecten platyacanthus.

## Collegamenti esterni

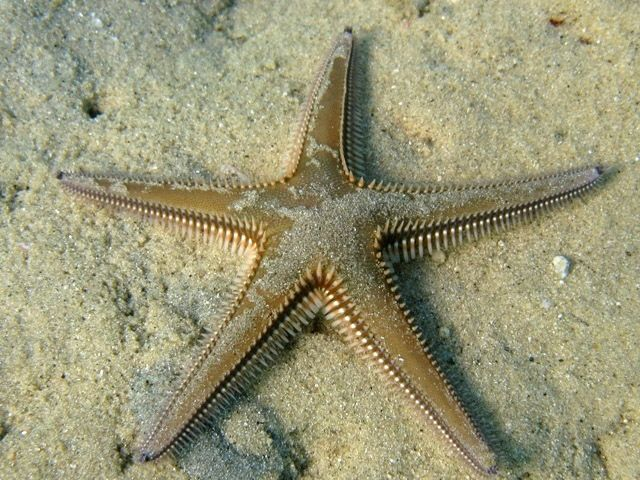
Esemplare di colore bruno